# Accattone
Accattone è un film del 1961 scritto e diretto da Pier Paolo Pasolini. Opera che segna il suo esordio alla regia, Accattone può essere considerato la trasposizione cinematografica dei suoi precedenti lavori letterari. In questa pellicola insegue una sua idea di narrazione epica e tragica.
Il film è stato selezionato tra i 100 film italiani da salvare.

## Trama
"Accattone" è il soprannome di Vittorio Cataldi, un sottoproletario romano il cui stile di vita è improntato al "sopravvivere" giorno per giorno. Accattone infatti tira a campare sfruttando una prostituta, Maddalena, "sottratta" a un napoletano finito in carcere, e commettendo piccoli furti. L'uomo evita la vendetta degli amici del carcerato, incolpando Maddalena di tutto e abbandonandola. Maddalena viene poi arrestata e finisce in carcere. Accattone, rimasto senza soldi, conosce la fame. Un giorno incontra Stella, una ragazza che cerca di convincere a prostituirsi, ma intanto se ne innamora. L'amore per Stella spinge Accattone a cercarsi un lavoro, guadagnandosi da vivere in modo onesto, ma la "redenzione" dura poco, infatti ben presto incomincia a rubare. Un giorno organizza un piccolo furto assieme ai suoi amici ma vengono scoperti dalla polizia. Accattone tenta di scappare rubando una motocicletta ma, durante la fuga, cade battendo la testa su un gradino. Prima di spirare si rivolge agli amici pronunciando le parole: “ora sto bene.”

## Produzione
Il film è un affresco di quella parte di Italia costituita dal sottoproletariato che vive nelle periferie delle grandi città senza alcuna speranza per un miglioramento della propria condizione, a cui non resta che la morte come via di uscita da una condizione disperante.
Il film doveva essere prodotto da Federico Fellini, che tuttavia si tirò indietro all'ultimo momento, preoccupato dall'imperizia di Pasolini con le tecnicità del mezzo, a cui si avvicina per la prima volta con questo progetto. Il film sarà quindi prodotto da Alfredo Bini.
Le riprese del film furono effettuate dal 20 marzo e approssimativamente fino al 2 giugno del 1961.
La scelta di utilizzare in massima parte attori non-professionisti esprime la convinzione di Pasolini che essi non sono "rappresentabili" da nessun altro che da essi stessi in quanto soggetti incontaminati, puri, privi delle sovrastrutture imposte dalla società.
Per girare gli esterni, la piccola troupe (composta, tra gli altri, dal giovane Bernardo Bertolucci in veste di aiuto regista) si spostava nei luoghi simbolo della periferia romana: via Casilina, via Portuense, via Appia Antica, via Tiburtina, via Baccina, Ponte Sant'Angelo, Acqua Santa, via Manuzio, Ponte Testaccio, il Pigneto, borgata Gordiani, Centocelle, la Marranella e nel basso Lazio, nella zona tra Subiaco (il cimitero) e Olevano Romano (sogno del paradiso).
Il costo approssimativo del film si aggirò intorno ai cinquanta milioni di lire, quanto un "film di serie B" per quell'epoca.

## Distribuzione
Presentato alla 22ª Mostra internazionale d'arte cinematografica di Venezia il 31 agosto 1961, il film di Pasolini ricevette dure contestazioni. Alla prima del film al cinema Barberini a Roma, un gruppo di giovani neofascisti cercò di impedirne la proiezione, lanciando bottiglie d'inchiostro contro lo schermo, bombette di carta e finocchi tra il pubblico. Ci furono colluttazioni e così la visione del film fu sospesa per quasi un'ora.
La pellicola uscì nelle sale il 22 novembre 1961. Il film sarà quasi immediatamente bloccato in sede di censura dal sottosegretario al Ministero del Turismo e Spettacolo Renzo Helfer e ritirato da tutte le sale italiane.
Nel 1962 l'opera venne presentata anche al Festival Internazionale del cinema di Karlovy Vary (Cecoslovacchia), dove Pasolini vinse il Premio per la regia.

### Musiche
Elsa Morante, scrittrice e amica di Pasolini, possedeva una ricca collezione di dischi che sarà una preziosa miniera d’oro a cui il regista farà riferimento per realizzare il commento musicale del film costituito in gran parte da brani di Johann Sebastian Bach accostando, in tal modo, infima condizione umana a musica altissima. 

### Doppiaggio
La voce di Franco Citti è dell'attore Paolo Ferrari, scelto da Pasolini, che seguì personalmente il doppiaggio del film, diretto da Mario Maldesi.
Fra i doppiatori si può riconoscere facilmente la voce caratteristica di Monica Vitti che interpreta la moglie del protagonista.

## Promozione
La realizzazione dei manifesti del film, per l'Italia, fu affidata al pittore cartellonista Sandro Symeoni.

## Controversie
Nel 1962, l'avvocato e politico democristiano Salvatore Pagliuca fece causa a Pasolini e alla società Arco film perché nel film un criminale aveva il suo stesso nome, chiedendo il risarcimento dei danni morali e l'eliminazione del suo nome, ottenendo il risarcimento dei soli danni materiali. Pasolini citerà poi il politico nella sua poesia Poeta delle Ceneri.

## Citazioni e riferimenti
- Il cantautore inglese Morrissey fa riferimento al film in una canzone intitolata You Have Killed Me presente nel suo album del 2006 Ringleader of the Tormentors. Il primo verso della canzone infatti è: «Pasolini is me, 'Accattone' you'll be...»
- Il rapper romano Noyz Narcos ha citato una delle frasi più celebri del film in Mark Renton, brano contenuto nell'album del 2018 Enemy.

(Franco Citti in una scena del film)
(Noyz Narcos)

## Riconoscimenti
- 1962 - Nastri d'argento[16]
  - Nastro d'Argento al miglior produttore a Alfredo Bini
  - Candidatura per il migliore attore protagonista a Franco Citti
  - Candidatura per la migliore sceneggiatura a Pier Paolo Pasolini
- 1962 - Laceno d'oro
  - Laceno d'oro al miglior attore a Franco Citti
- 1962 - Festival internazionale del cinema di Karlovy Vary
  - Premio al miglior regista a Pier Paolo Pasolini
- 1963 - Premio BAFTA
  - Candidatura per il miglior attore protagonista a Franco Citti[17]